# Daffy Duck

Daffy Duck und andere Looney Toons am Deansgate Square in Manchester

Daffy Duck (von engl. daffy ‚dämlich, albern, komisch, vor allem auf eine lustige Weise‘) ist eine Zeichentrickfigur im Besitz der Warner Bros., die vor allem durch ihre Auftritte in den Reihen Looney Tunes und Merrie Melodies Berühmtheit erlangte.
Die Figur trat erstmals 1937 in Tex Averys Zeichentrickfilm Porky’s Duck Hunt auf und entwickelte sich durch die Einflüsse verschiedener Produzenten, Regisseure und Cartoonisten zu einer der beliebtesten Figuren der Warner Bros. Besonders als Gegenpart zu Bugs Bunny konnte er bald die Sympathien der Zuschauer für sich vereinnahmen. Charakteristisch ist seine lispelnde, feuchte Aussprache. In Deutschland spricht Gerald Schaale Daffy Duck.

## Charakter
Die schwarze Ente war die erste Zeichentrickfigur aus der Gattung der „Screwball“-Charaktere, d. h. jener Sorte von aggressiven Figuren, deren Handeln und Denken gänzlich von den Konventionen hergebrachter Logik entkoppelt und stattdessen konsequent widersinnig und alogisch konzipiert sind. Cartoonfiguren aus früheren Jahren, besonders jene von Walt Disney, folgten in ihrem Handeln zunächst den gleichen logischen Grundsätzen, wie sie auch in der Wirklichkeit gemeinhin praktiziert werden, und erlitten erst später karikaturistisch überzeichnete Missgeschicke.
Daffys Persönlichkeit ist vielen unterschiedlichen Charakterisierungen unterworfen gewesen; so wurde er von verschiedenen Künstlern beispielsweise als wahnsinniger, irre-kichernder Pfiffikus oder raffgieriger, meckernder und ruhmsüchtiger Strolch dargestellt.

## Geschichte

### 1930er  und 1940er Jahre
Bei seinem ersten Auftritt 1937 in einer handelsüblichen Schlagabtauschgeschichte über Jäger und Gejagte (mit Schweinchen Dick als Daffys Gegenspieler) zog Daffy erhebliche Aufmerksamkeit auf sich. Er wurde als durchsetzungsfähiger, jede Zurückhaltung über Bord werfender, auseinandersetzungsfreudiger Unruhestifter dargestellt. Ein Figurentypus, der zu diesem Zeitpunkt etwas vollkommen Neues darstellte.
In seinem äußeren Erscheinungsbild war er zu diesem Zeitpunkt kurz und untersetzt, mit gedrungenem Watscheln und dickem Schnabel. Die einzig bleibenden Elemente in seinem Habitus, welche zu diesem Zeitpunkt bereits feststanden, waren sein schwarzes Gefieder und seine charakteristische Lispelstimme. Diese lieh ihm in den USA der Schauspieler Mel Blanc, der sie ironischerweise an den Sprachfehler des Produzenten Leon Schlesinger anlehnte.
In den 1930er und 1940er Jahren verwendete der Zeichentrickkünstler Bob Clampett Daffy in zahlreichen Cartoons der Warner Brothers. Clampetts Interpretation der Figur ist ein wilder Exzentriker, der unentwegt durch das Bild saust und den Ruf „Hoo-hoo! Hoo-hoo!“ ausstößt.
Äußerlich unterzog Clampett die Figur Daffys einer Verschlankungskur, indem er ihn als einen großen und schlanken, beinahe schlaksigen Erpel zeichnen ließ und seinen Schnabel und seine Füße abrundete.
Zu Beginn der 1940er Jahre zähmte der Regisseur Robert McKimson die Figur ein wenig. Daffys ehemaliger Rivale, Schweinchen Dick, wurde ihm als Partner zur Seite gestellt. Während des Zweiten Weltkrieges trat Daffy in zahlreichen Propagandafilmen auf.

### 1950er Jahre
Nachdem Bugs Bunny Daffy (als die populärste Zeichentrickfigur der Warner Brothers) in den Schatten gestellt hatte, begann man ihn zunehmend als Gegenspielerfigur des Kaninchens einzusetzen, dem er eifersüchtig und um Aufmerksamkeit buhlend das Rampenlicht streitig machte. Daneben verwendete man ihn in zahlreichen Cartoons, die populäre Filme und Radio Serials parodierten (z. B. Robin Hood Daffy von 1958). 1953 traf er in dem Zeichentrickfilm Duck Dodgers in the 24th ½ Century erstmals auf die Schurkenfigur von Marvin dem Marsmenschen. Zu jener Zeit redesignierte ihn der Zeichentrickfilmer Chuck Jones erneut charakterlich, indem er ihn hagerer und grummliger darstellte. In Jones berühmter Hunter’s Trilogy (Rabbit Fire, Rabbit Seasoning und Duck! Rabbit! Duck!) bringt Bugs den unbedarften Jäger Elmer Fudd dazu, Daffy auf verschiedene Weisen den Schnabel abzuschießen (welcher natürlich jedes Mal binnen Augenblicken wieder in seine alte Position zurückkehrt). Hier ist Daffy nicht länger eigensüchtig, sondern schlicht darum bemüht, sich selbst „irgendwie durchzuschlagen“. Da er aber nichts, was er anpackt, richtig machen kann, sondern stets alle seine Unterfangen nach hinten losgehen, muss er mal den Verlust seiner Schwanzfedern und mal den Verlust seiner Würde verschmerzen.
In der Tat kristallisierte sich der neue, egozentrische Daffy als solcher gerade in den Cartoons von Jones heraus. Viele Kritiker betrachten Jones’ Cartoon Entnervte Ente (1953), im Original Duck Amuck, der geschickt eine Geschichte als solche mit genre–reflektierenden Kunstgriffen vermischt, und so das Medium in sich selbst transzendiert, als den gelungensten Daffy-Duck-Cartoon, wenn nicht gar als den besten Cartoon überhaupt. In dieser Episode wird Daffy von einem gottgleichen Zeichentrickanimateur drangsaliert, dessen bösartiger Pinsel die Zeichentrickwelt, in die Daffy eingebettet ist, respektlos-willkürlich-leichtfertig verändert: So ändern sich Szenerie, musikalische Untermalung, die Synchronisation und selbst Daffys äußere Gestalt unentwegt. Als Daffy schließlich von dem Schuldigen verlangt, sich zu erkennen zu geben, stellt sich heraus, dass es sich bei dem ruchlosen Animateur um keinen anderen als Bugs Bunny handelt. Duck Amuck veranschaulicht auf eindrucksvolle Weise, dass die Persönlichkeit einer Figur unabhängig von ihrem Auftreten, ihrer Umgebung, Stimme und dem Handlungsschema ihrer Geschichte wiedererkannt werden kann.

### 1960er Jahre
In den 1960er Jahren wurde Daffy von Warner Bros. als Schurkenfigur in verschiedenen Speedy-Gonzales-Cartoons verwendet.

### 1980er Jahre bis Gegenwart
In den 1980er und 1990er Jahren und in den frühen Jahren des neuen Jahrtausends trat Daffy in kleinen Rollen in Zeichentrickfilmen oder in Mischfilmen, in denen Zeichentrickfiguren mit realen Schauspielern interagieren, auf. So lieferte er sich in Falsches Spiel mit Roger Rabbit (1988) mit Donald Duck ein Duell als Pianist, in dem beide einander in einem Nachtklub mit ihren Spielkünsten am Klavier zu überbieten suchten. Von 1991 bis 1995 trat Daffy in der Fernsehserie Tiny Toon Abenteuer als Mentor des kleinen Plucky Duck und als Lehrer an der ACME-Looniversity in Erscheinung. Später hatte er in den Real-Zeichentrick-Mischfilmen Space Jam (1996) und Looney Tunes: Back in Action (2003) sogar Hauptrollen. Zwischen 2003 und 2005 war er eine feste Figur in der Cartoon-Serie Duck Dodgers, die von den Kritikern überwiegend wohlwollend aufgenommen wurde.
Seit 2011 spielt er in der US-amerikanischen Serie The Looney Tunes Show mit den meisten alten Charakteren, welche bereits in den Looney Tunes Kurzfilmen zu sehen waren, eine entscheidende Rolle.

## Diskografie
- 1991: Party Zone (feat. The Groove Gang)
- 1992: Dynamite